# Друштвени систем
Друштвени систем се може описати као уређење социјалних интеракција на основу заједничких норми и вредности. Чине га појединци и сваки има место и функцију да обавља у том друштвеном систему.

## Значење друштвеног система
Талкот Парсонс, који је дао концепт "система" у савременој социологији. Друштвени систем се односи на договор, везу страна, У договору, свака страна има стално место и одређену улогу. Стране су повезане интеракцијом. Систем означава однос између саставних учесника структуре која се заснива на функционалним односима и прави учеснике активним и везује их за стварност.
Друштво је систем обичаја, ауторитета и узајамности. Разлике у друштву нису искључене. Међузависност и сарадња су основа друштва.
Она се састоји од међусобне интеракције и повезаности појединаца и структуре формиране од стране њихових односа. Није бременски ограничено. Разликује се од скупине људи или заједнице. Према Лапиеру, "Појам друштва се не односи на групу људи, већ на комплексан низ норми интеракције која се јавља међу њима."
Ако применимо ове закључке друштву, друштвени систем се може описати као уређење социјалних интеракција на основу заједничких норми и вредности. Чине га појединци, и сваки од њих има место и функцију да обавља у том систему. У том процесу један утиче на другог; групе се формирају и они стичу утицај. И настају бројне подгрупе.
Али сви ови системи су кохерентни. Они функционишу као целине. Ни појединац ни група не могу да функционишу у изолацији. Они су везани у целину, нормама, вредностима, културом и сличним понашањем. Образац који тако настаје постаје друштвени систем.
Друштвени систем се може дефинисати, након Парсонса, мноштво друштвених актера коју су мање или више укључени у стабилне интеракције "у складу са културним нормама и значењима". Појединци чине интеракционе јединице. У тим јединицама могу да постоје групе или организације појединаца унутар система.
Друштвени систем, по, се састоји од интеракција визуелних актера чији је однос једних према другима међусобан кроз дефиницију посредовања обрасца структурних и заједничких симбола и очекивања.
Све друштвене организације су 'друштвени системи', јер се састоје од интеракције појединаца. У друштвеном систему сваки појединац интеракције има функцију или улогу у зависности од статуса који заузима у систему.
Слично томе, друштвене организације функционишу у оквиру рада једног нормативног обрасца. 
Друштвени систем је свеобухватан договор. Потребно је да се састоји из различитих подсистема, ко што су економски, политички, верски и др. И њихових повезаности. Друштвени системи могу бити повезани и географски, што разликује један систем од другог.

## Елементу друштвеног система

### Вера и знање
Вера и знање доводе до сличности у понашању. Они се понашају као агенција за контролу различитих врста људи. Вера и вере су резултат преовлађујућих обичаја и веровања

### Осећања
Човек са разлогом не живи сам. Осећања су играла велику улогу у улагању друштва у континуитет. То је директно повезано са културом народа.

### Крајњи циљ или објекат
Човек је рођен као друштвено и зависно биће. Он мора да задовољи своје потребе и испуни своје обавезе. Човек и друштво постоје између потреба и задовољства, краја и циља. То одређује природу друштвеног система. Они обезбеђују пут прогреса.

### Идеали и норме
Друштво прописује одређене норме и идеале да би друштвени систем остао читав и да би се одредиле функције различитим јединицама тог система. Ове норме прописују правила и прописе на основу којих појединац може стећи своје културне циљеве.
Другим речима идеали и норме су одговорни за настанак идеалне структуре или система друштва. Због њих људско понашање не постане изопачено и они се понашају у складу са друштвеним нормама. То доводи до организације и стабилности. Ове норме и идеали се односе на обичаје, традицију, моду, морал, религију и др.

### Статус
Сваки појединац у друштву је функционалан. Оне се препознаје по статусу. Она може бити преписана том појединцу на основу његовог рођења, пола, или старости.

### Улога
Као и статус, друштво је прописало различите улоге за различите појединце. Понекад можемо видети да постоји улога везана за сваки статус. Улога је спољни израз статуса. Ово доводи до социјалне интеграције, организације и јединства у друштвеном систему. У ствари, статуси и улоге иду заједно. Није могуће да раздвојите у потпуности један од другог. 

### Моћ
Сукоб је део друштвеног система, и ред је његов циљ. Имплицитно је да би неко/нешто требало да има моћ да казни криве и награди оне који заслужују. Орган који врши власт ће се разликовати од групе до групе.

### Санкције
Подразумева се потврда од стране надређеног за дела које су урадили потчињени. Дела која су урађена или нису урађена по нормама могу довести до награде или казне.

## Карактеристике друштвеног система

### Систем је повезан са мноштвом појединачних актера
Друштвени систем не може бити резултат за активности једног појединца. Може бити резултат активности више појединаца. Мора да постоји интеракција више појединаца да би друштвени систем могао да постоји.

### Циљ и објекат
Људске интеракције или активности индивидуалног актера не треба да буду без циља или објекта. Ове активности морају бити у складу са одређеним циљевима и објектима. Израз различитих друштвених односа сноси као резултат људске интеракције.

### Ред и редослед међу разним конститутивним јединицама
Више окупљених, различитих и конститутивних јединица из друштвеног система не морају нужно створити друштвени систем. Морају да буду у складу са редоследом, договором и редом. Овакво јединство међу различитим, конститутивним јединица доводи до стварања друштвеног система.

### Функционални односи су основа јединства
Различите конститутивне јединице доводе до формирања система. То јединство се заснива на функционалним односима. Као резултат функционалних односа између различитих конститутивних јединица ствара се интегрисана целина тј. друштвени систем.

### Физички или еколошки аспект друштвеног система
Сваки друштвени систем је повезан са одређеним географским подручјем или местом, временом, друштвом, итд. Друштвени систем није исти у различитим временима, различитим местима или под различитим околностима. Ова карактеристика друштвеног система истиче његову динамичност и променљивост.

### Повезаност са културним системом
Друштвени систем је повезан и са културним системом. Културни систем успоставља јединство мећу различитим члановима различитих друштва на основу културе, традиције, религије, итд.

### Изражени и подразумевани циљеви
Друштвени систем је такође повезан са израженим и подразумеваним циљем. Друштвени систем је скуп различитих индивидуалних актера који су мотивисани својим циљевима и потребама.

### Карактеристике прилагођавања
Друштвени систем има својство прилагођавања. То је динамичан феномен на који утичу промене које су настале у дрштвеном облику. Друштвени систем ће бити релевантан само ако се мења у складу са измењеним циљевима и потребама. Видело се да је промена у друштвеном систему због људских потреба, животне средине, историјских услова и појава.

### Ред, узорак и биланс
Друштвени систем има карактеристике реда, узорка и баланса. Друштвени систем није интегрисана целина, већ скуп различитих јединица. Тај скуп није случајан. Постоји ред и баланс.
То је зато што различите јединице друштва не раде независно, него у социо-културном обрасцу. Ту различите јединице имају различите функције и улоге. То значи да постоји ред у друштвеном систему.

## Типови друштвених система

### Тип партикуларистичког приписивања
Према Парсонсу, ова врста друштвеног система тежи да се организује око сродства и друштвености. Нормативни обрасци таквог система су традиционални и потпуно доминирају елементи приписивања. Овај тип система је углавном заступан друштвима у којима су потребе ограничене на биолошки опстанак.

### Тип партикуларистичког остварења
Постоји значајна улога верских идеја, као елемент разликовања у друштвеном животу. Када се ове верске идеје рационално систематизују, појављује се могућност нових верских идеја. 

### Тип универзалног приписивања
У оквиру овог друштвеног типа, елементи вредносне оријентације доминирају због елемента приписивања. Зато је акценат стављен на статус актера, а не на његов перформанс. У том систему достигнућа актера су скоро вредна колективном циљу. Због тога овај систем постаје политизован и агресиван. 

### Тип универзалног остварења
Када се комбинују етничко пророчанство и не-етничке концепције, настају нове етничке норме. Зато што је традиционалан поредак је изазван од стране етичког пророка у име натприродног. Такве норме су изведени из постојећих односа друштвених чланова, стога они су универзални у природи. Повезани су са емпиријским или не-емпиријским циљевима, тако да су оријентисани ка успеху.

## Одржавање друштвеног система

### Социјализација
То је процес у којем је појединац усклађен са конвенционалним обрасцем друштвеног понашања.

### Друштвена контрола
Друштвена контрола је систем мера којим друштво обликује своје чланове у складу са одобреним обрасцима друштвеног понашања. Према Парсонсу, постоје две врсте елемената који постоје у сваком систему. То су интегративни и дезинтегративни, они стварају препреке у унапређењу интеграције.

## Функције друштвеног система

### Адаптација
Прилагодљивост друштвеног система на промене околине је од суштинског значаја. Нема сумње, друштвени систем је резултат географског окружења и дугачак историјски процес који му по потреби даје трајност и чврстину. Али тај феномен мора да буде флексибилан и функционалан.
Економија за њено одржавање, подела рада за бољу производњу робе и ефективних услуга, као и улога диференцијација за прилику за запослење је од суштинског значаја. Диркем је посветио велику пажњу улози поделе рада и улози диференцијације јер оне омогућују већи просечан степен вештине него што би иначе било могуће.
Недостатак прилагодљивости, често је изазвао да друштвени систем буде оспораван.

### Циљ достигнућа
Циљ постигнућа и прилагодљивост су дубоко повезани. Оба доприносе очувању друштвеног поретка. 
Сваки друштвени систем има један или више циљева које треба постићи кроз кооперацију. Можда је најбољи пример друштвеног циља национална безбедност. Адаптација на социјалном и не-социјалном окружењу је неопходна ако циљеве треба постићи. Али и поред тога, људски и нељудски ресурси морају бити мобилисани на неки ефикасан начин, у складу са природом задатка.
Мора постојати процес који обезбеђује да довољно људи, али не превише, заузимају сваку од улога у одређеном тренутку и процес за утврђивање која особа ће заузети коју улогу. Ови процеси заједно решавају проблем расподеле чланова у друштвеном систему. Правила регулишу наследство.
Расподела чланова и расподела ограничених вредних ресурса су важни и за адаптацију и за постизање циља. Разлика између адаптације и постизања циља је релативна.
Привреда друштва је да подсистем који се бави производњом робе и услуга за широк спектар потреба.

### Интеграције
Друштвени систем је у суштини систем интеграција. У општој рутини живота, то није друштво већ група или подгрупа у којој се индивидуа осећа укљученије и заинтересованије. Друштво у целини не долази ни у чије прорачуне, али по Диркему појединац је производ друштва. Емоције и осећања су толико јаке да их се појединац не може ослободити.
Присуство ових снага се најбоље види када се друштво нађе у критичној ситуацији. Жалба у име друштва, културе, наслеђа, патриотизма, националне солидарности или социјалне заштите тражи брз одговор. Сарадња је често демонстрација интеграције. То је реална основа интеграције.
Током нормалним временима, дух интеграције најбоље изражава не занемарујући регулативне норме. Поштовање им је од суштинског значаја, јер у супротном, то ће бити доминација моћи над правом, себе над друштвом, и дух заједништва који је заснован на општем добру, биће елиминисан. Команда и послушност однос јер постоји се заснива на рационалности и реда. 
У скоро сваком друштвеном систему, и у сваком систему који је велики као друштво, неки од учесника, укључујући и целу подгрупу, крше односне или регулативне норме. Докле ове норме испуњавају социјалне потребе, кршење норми је претња друштвеном систему.
То изискује потребу за друштвеним контролама. "Друштвена контрола" је потреба за стандардизовањем реакције на прекршаје у циљу заштите интегритета система. Када постоји спор у вези са тумачењем односних или регулативних норми, или у вези са чињеничним аспектима сукоба интереса, постоји потреба за договореним друштвеним аранжмана за решавање спора. У супротном, друштвени систем ће бити предмет прогресивних подела.

### Латентан низ одржавања
Низ одржавања и напетост управљања је примарна функција друштвеног система. У недостатку одговарајућег напора у том правцу одржавање и континуитет друштвеног поретка није могућ. У сваком друштвеном систему постоји уграђени механизам за ту сврху.
Сваки појединац и подгрупа учи обрасце у процесу интернационализације норми и вредности. Потребно је уложити актере са одговарајућим односом и поштовањем према норми и институцијама, да би социјализација радила. То није само питање одавања низа, подједнако је битно да га актер прати. За то увек постоји континуирани напор - у оперативном смислу друштвене контроле.
Може бити прилика када компоненте друштвеног система могу постати предмет ометања и узнемиравања. Напетост може настати услед унутрашњих или спољних узрока и друштво може да се укључи у критичној ситуацији. 
Овај процес "превазилажења" је управљање напетости.

## Равнотежа и друштвене промене
Равнотежа је стање "баланса". То је "стање само равнотеже". Термин се користи да опише интеракције јединица у систему. Стање равнотеже постоји, када системи тежи ка условима минималног стреса и најмање неравнотеже. Постојање равнотеже између јединица олакшава нормално функционисање система. Заједница оцењује и признаје значај равнотеже.
Услов равнотеже је "услов интеграције и стабилности".